# Robynsiophyton
Robynsiophyton là một chi thực vật có hoa thuộc họ Fabaceae. Nó thuộc phân họ Faboideae.